# SnatchBot
SnatchBot programvara är en molnbaserat programvara för att skapa chattbottar, utformade för Socialt nätverk (sociologi).

## Historik
SnatchBot grundades år 2015 av Henri Ben Ezra och Avi Ben Ezra. Företaget är ett teknikföretag grundat i Herzliya Pituach, Israel.
I juli 2017 sponsrade SnatchBot Chattbot-toppmötet som hölls i Berlin, Tyskland. Fram till december 2017 har över 30 miljoner slutanvändare kommunicerat med chattbottar utvecklade med hjälp av SnatchBots plattform.

## Tjänster
SnatchBot hjälper användare skapa bottar för Facebook Messenger, Skype, Slack, SMS, Twitter och andra plattformar för sociala medier. SnatchBot tillhandahåller även kostnadsfria bearbetningsmodeller för naturligt språk. Tillsammans med företagets verktyg för Maskininlärning möjliggör plattformen utveckling av chattbottar som kan analysera användarnas avsikter.